# Danh sách trường đại học và cao đẳng Thái Lan

## Các trường đại học công lập

### Đại học công lập
- Đại học Burapha
- Đại học Chiang Mai
- Đại học Chulalongkorn
  - Sasin Graduate Institute of Business Administration
- Đại học Kasetsart
- Đại học Khon Kaen
- King Mongkut's Institute of Technology Ladkrabang
- King Mongkut's Institute of Technology North Bangkok
- King Mongkut's University of Technology Thonburi
- Đại học Mae Fah Luang
- Đại học Maejo
- Đại học Mahachulalongkornrajavidyalaya
  - Mahapanya Vidayalai
- Đại học Phật giáo Mahamakut
- Đại học Mahasarakham
- Đại học Mahidol
- Đại học Nakhonphanom
- Đại học Naresuan
- National Institute of Development Administration (NIDA)
- Pathumwan Institute of Technology
- Prince of Songkla University
- Princess of Naradhiwas University
- Đại học Ramkhamhaeng (đại học mở)
- Đại học Silpakorn
- Đại học Srinakharinwirot
- Đại học Mở Sukhothai Thammathirat
- Đại học Công nghệ Suranaree
- Đại học Thaksin
- Đại học Thammasat
  - Học viện Công nghệ Quốc tế Sirindhorn (SIIT)
- Đại học Ubon Ratchathani
- Đại học Walailak

### Các trường đại học Rajabhat
There are 41 Rajabhat Universities, which were formerly called Rajabhat Institutes, and originally formed the teachers' college system.
- Chiang Rai Rajabhat University
- Chiang Mai Rajabhat University
- Lampang Rajabhat University
- Uttaradit Rajabhat University
- Kamphaeng Phet Rajabhat University
- Nakhon Sawan Rajabhat University
- Pibulsongkram Rajabhat University
- Phetchabun Rajabhat University
- Maha Sarakham Rajabhat University
- Loei Rajabhat University
- Sakon Nakhon Rajabhat University
- Udon Thani Rajabhat University
- Kalasin Rajabhat University
- Nakhon Phanom Rajabhat University (Now combined to Nakhonphanom University)
- Nakhon Ratchasima Rajabhat University
- Buri Ram Rajabhat University
- Surin Rajabhat University
- Ubon Ratchathani Rajabhat University
- Chaiyaphum Rajabhat University
- Roiet Rajabhat University
- Sisaket Rajabhat University
- Rajanagarindra Rajabhat University
- Thepsatri Rajabhat University
- Phranakhon Si Ayutthaya Rajabhat University
- Petchburiwittayalongkorn Rajabhat University
- Rambhaibarni Rajabhat University
- Kanchanaburi Rajabhat University
- Nakhon Pathom Rajabhat University
- Phetchaburi Rajabhat University
- Muban Chom Bung Rajabhat University
- Nakhon Si Thammarat Rajabhat University
- Phuket Rajabhat University
- Yala Rajabhat University
- Songkhla Rajabhat University
- Surat Thani Rajabhat University
- Chandrakasem Rajabhat University
- Dhonburi Rajabhat University
- Bansomdejchaopraya Rajabhat University
- Phranakhon Rajabhat University
- Suan Dusit Rajabhat University
- Suan Sunandha Rajabhat University

### Rajamangala University of Technology
Nine universities comprise the Rajamangala University of Technology system. It was formerly called Rajamangala Institute of Technology before being elevated to University status.
- Rajamangala University of Technology Thanyaburi Lưu trữ ngày 6 tháng 4 năm 2007 tại Wayback Machine
  - Rajamangala University of Technology Thanyaburi (Klong6) Lưu trữ ngày 12 tháng 12 năm 2006 tại Wayback Machine
  - Rajamangala University of Technology Thanyaburi Pathumthani Campus
- Rajamangala University of Technology Suvarnabhumi
  - Rajamangala University of Technology Suvarnabhumi Nonthaburi Campus
  - Rajamangala University of Technology Suvarnabhumi Wasukri Campus
  - Rajamangala University of Technology Suvarnabhumi Huntra Campus
  - Rajamangala University of Technology Suvarnabhumi Suphanburi Campus
- Rajamangala University of Technology Krungtheb
  - Rajamangala University of Technology Krungtheb Bangkok Technical Campus
  - Rajamangala University of Technology Krungtheb Borpitpimuk Mahamek Campus
  - Rajamangala University of Technology Krungtheb Phra Nakhon Tai Campus
- Rajamangala University of Technology Rattanakosin
  - Rajamangala University of Technology Rattanakosin Salaya Campus
  - Rajamangala University of Technology Rattanakosin Borpitpimuk Chakrawad Campus
  - Rajamangala University of Technology Rattanakosin Pohchang Campus
  - Rajamangala University of Technology Rattanakosin Wangklaikangwon Campus
- Rajamangala University of Technology Phra Nakhon
  - Rajamangala University of Technology Phra Nakhon Thewet Campus
  - Rajamangala University of Technology Phra Nakhon Chotiwet Campus
  - Rajamangala University of Technology Phra Nakhon Bangkok Commerce Campus
  - Rajamangala University of Technology Phra Nakhon Chumpornkhetudomsak Campus
  - Rajamangala University of Technology Phra Nakhon North Bangkok Campus
- Rajamangala University of Technology Tawan-ok
  - Rajamangala University of Technology Tawan-ok Chakrabongse Bhuvanarth Campus
  - Rajamangala University of Technology Tawan-ok Uthenthawai Campus
  - Rajamangala University of Technology Tawan-ok Bangpra Campus
  - Rajamangala University of Technology Tawan-ok Faculty of Agriculture at Bangpra
  - Rajamangala University of Technology Tawan-ok Chantaburi Campus
- Rajamangala University of Technology Lanna
  - Rajamangala University of Technology Lanna Northern Campus
  - Rajamangala University of Technology Lanna Chiang Rai Campus
  - Rajamangala University of Technology Lanna Tak Campus
  - Rajamangala University of Technology Lanna Phitsanulok Campus
  - Rajamangala University of Technology Lanna Nan Campus
  - Rajamangala University of Technology Lanna Lampang Campus
  - Rajamangala University of Technology Lanna Lampang Agritural Research and Training Center
- Rajamangala University of Technology Isan
  - Rajamangala University of Technology Isan Nakhon Ratchasima Campus
  - Rajamangala University of Technology Isan Khon Kaen Campus
  - Rajamangala University of Technology Isan Kalasin Campus
  - Rajamangala University of Technology Isan Surin Campus
  - Rajamangala University of Technology Isan Sakonnakhon Campus
  - Rajamangala University of Technology Isan Sakonnakhon Agritural Research and Training Center
- Rajamangala University of Technology Srivijaya
  - Rajamangala University of Technology Srivijaya
  - Rajamangala University of Technology Srivijaya Songkla Campus
  - Rajamangala University of Technology Srivijaya Nakhonsrithammarat Campus
  - Rajamangala University of Technology Srivijaya Factulty of Ariculture Nakhonsrithammarat
  - Rajamangala University of Technology Srivijaya Trang Campus

## Các trường đại học tư thục
- Viện Công nghệ châu Á (AIT) [1]
- Asian University (formerly Asian University of Science and Technology)
- Assumption University (ABAC) -- The first international university in Thailand
- Bangkok Suvarnabhumi College
- Đại học Bangkok
- Bangkok Thonburi College
- Bundit Boriharnthurakit College
- Chalermkarnchana College
- Đại học Chaopraya
- Cao đẳng Chiangrai
- Christian University
- College of Asian Scholars
- Đại học Dhurakij Pundit
- Cao đẳng Dusit Thani
- Đại học Đông Á
- Far Eastern College
- Đại học Hatyai
- Đại học Huachiew Chalermprakiet
- International Buddhist College
- Đại học Kasem Bundit
- Đại học Krirk
- Lampang Inter-Tech College
- Lumnamping College
- Đại học Công nghệ Mahanakorn
- Mission College
- Nakhonratchasima College
- Nivadhana University [1]
- North Bangkok College
- North-Chiang Mai University
- North Eastern Polytechnic College
- Đại học Đông Bắc
- Đại học Pathumthani
- Đại học Payap
- Đại học Phakklang
- Phitsanulok College
- Cao đẳng Rajapark
- Đại học Rangsit
- Đại học Ratchathani
- Rattana Bundit University
- Saengtham College
- Saint John's University
- Saint Louis College
- Santapol College
- Shinawatra University
- Siam Technology College
- Siam University
- Đại học Quốc tế Sirinsiam [1]
- Đại học Đông-Nam Á
- Southeast Bangkok College
- Southern College of Technology
- Đại học Sripatum
- Cao đẳng Srisophon
- St Theresa Inti College
- Đại học Quốc tế Stamford ()
- Cao đẳng Tapee
- Thonburi College of Technology
- Cao đẳng Thongsuk
- University of the Thai Chamber of Commerce
- Đại học Vongchavalitkul
- Đại học Webster
- Đại học miền Tây (Thái Lan)
- Yala Islamic College
- Đại học Yonok

## Joint schools
- Joint Graduate School of Energy and Environment (JGSEE)
- Thailand Graduate Institute of Science and Technology (TGIST)

## Groups of universities
- LAOTSE
- Greater Mekong Sub-region Academic and Research Network

## Other institutions
- Chulachomklao Royal Military Academy
- Chulabhorn Research Institute
- Boromarajonani College of Nursing
- Royal Thai Navy Academy
- SAE Institute Bangkok